# Dornum
Dornum – gmina samodzielna (niem. Einheitsgemeinde) w Niemczech, w kraju związkowym Dolna Saksonia, w powiecie Aurich.

## Geografia
Gmina Dornum położona jest na mokradłach między miastami Esens, a Norden.

## Współpraca
- Triebel/Vogtl., Saksonia